# توتي (لون)
التوتي هذا اللون هو تمثيل للون مربى التوت أو فطيرة التوت. كان هذا اللون من ألوان كرايولا من عام 1958 إلى العام 2003.
أول استخدام مسجل للتوتي كاسم لوني باللغة الإنجليزية كان عام 1776.

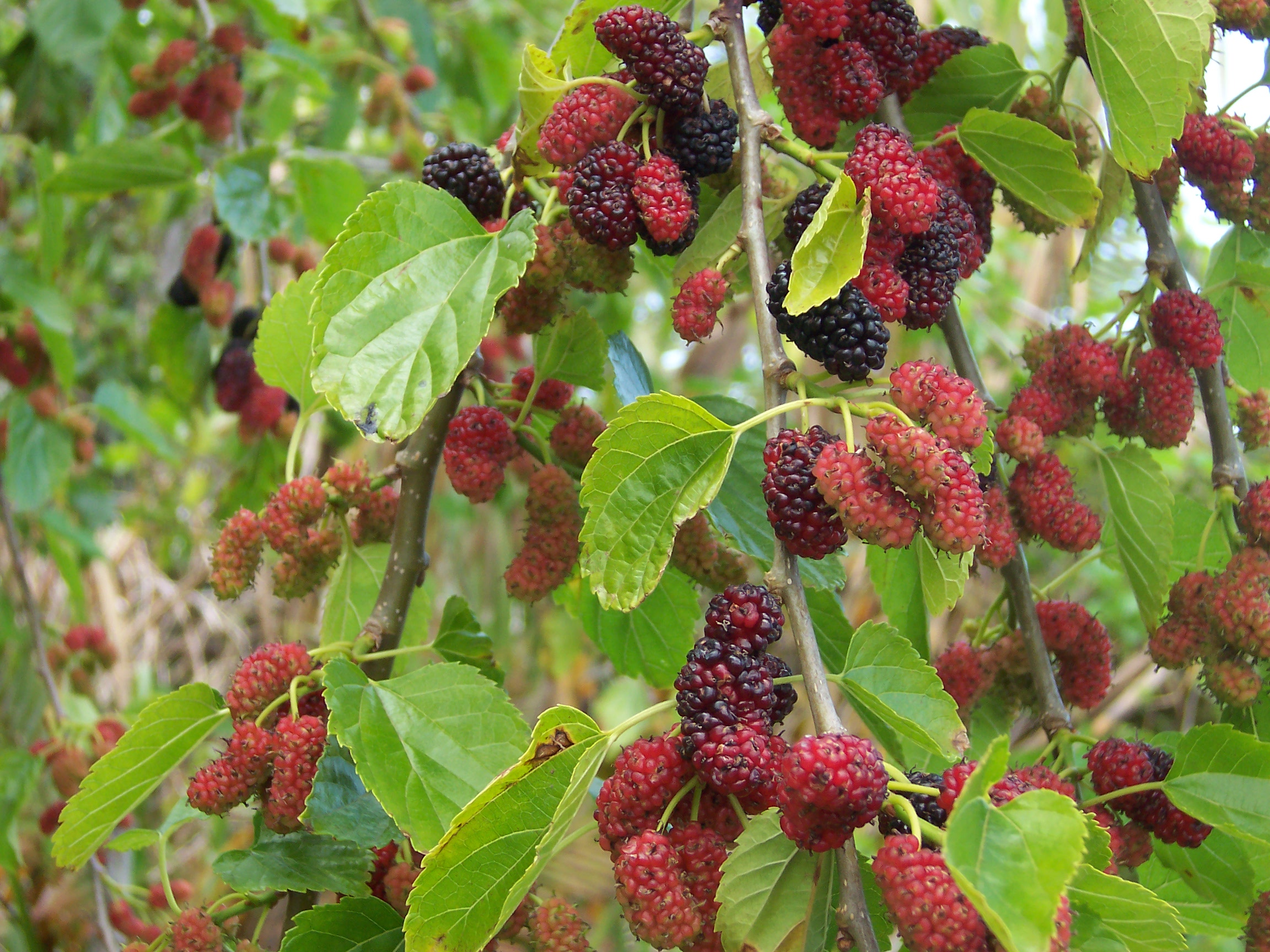
التوت

أصدرت شركة جنرال موتورز هولدن نموذجًا بلون التوت. كان 1979 SL / E Statesman.
صنع Prismacolor أيضًا قلم رصاص بلون التوت الذي كان رقم 995.